# Саобраћај у Чешкој
Чешка Република је унутаркопнена земља средње Европе, која не излази на велике европске реке. Са друге стране, земља представља разделницу између више европских области (Подунавље, области река Одре, Лабе, област Алпа, област Татри), што погодује развоју прометног саобраћаја и великом прометном значају земље.
Чешка има развијен друмски, железнички, ваздушни и водни саобраћај. Главни саобраћајни чвор у земљи је главни град, Праг.

## Железнички саобраћај
Погледати: Чешке Железнице
Укупна дужина железничке мреже у Чешкој је 9.496 km, од чега је 3.041 km електрификовано. Дужина пруга са два или више колосека је 1851 km. Постоји и 94 km железнице уског колосека. Највећи железнички чворови су: Праг, Брно, Плзењ, Чешке Будјејовице, Пшеров.
Једини град у држави са метро системом је Праг. Он се састоји од 3 метро линије (погледати: Прашки метро). Трамвајски превоз приступан је у свим већим градовима: Праг, Брно, Острава, Плзењ, Оломоуц, Либерец, Мост.
Главни железнички правци крећу из Прага и то иду ка:
- ка северу - Усти над Лабом, Дрезден, Берлин
- ка североистоку - Либерец, Вроцлав
- ка истоку - Пардубице, Острава, Краков
- ка југоистоку - Јихлава, Брно, Братислава
- ка југу - Чешке Будјејовице, Беч
- ка западу - Плзењ, Минхен

Железничка веза са суседним земљама:
- Словачка - да
- Аустрија - да
- Немачка - да
- Пољска - да

## Друмски саобраћај
Укупна дужина путева у Чешкој је 127.693 km, сви са чврстом подлогом (1998. године). Дужина ауто-путева је тада износила 1007 km, али се у наредним годинама изградња нових деоница интензивирала. Већина ауто-путева почиње у Прагу и иде у свим странама ка ободу земље и великим градовима у суседним земљама. Ауто-путеви носе двојну ознаку „Д+број“, а магистрални путеви „Р+број“.

Ауто-путеви у Чешкој су:
- Ауто-пут Д1, Праг - Јихлава - Брно - Вишков - Оломоуц - Острава - граница са Пољском, укупна дужина 376 km, савремени ауто-пут изграђен у дужини од 265 km на деоници Праг - Вишков.
- Ауто-пут Д2, Брно - Брецлав - граница са Словачком, укупна дужина 61 km, савремени ауто-пут целом дужином.
- Ауто-пут Д3, Праг - Табор - Чешке Будјејовице - - граница са Аустријом, укупна дужина 146 km, савремени ауто-пут изграђен у дужини од 15 km на деоници око Табора.
- Ауто-пут Д5, Праг - Плзењ - граница са Немачком, укупна дужина 151 km, савремени ауто-пут целом дужином.
- Ауто-пут Д8, Праг - Литомјержице - Усти над Лабом - граница са Немачком, укупна дужина 92 km, савремени ауто-пут изграђен у дужини од 75 km на деоници Праг - Литомјержице.
- Ауто-пут Д11, Праг - Храдец Кралове - граница са Пољском, укупна дужина 113 km, савремени ауто-пут изграђен у дужини од 84 km на деоници Праг - Храдец Кралове.

Важнији магистрални путеви у Чешкој су:
- магистрални пут Р1, кружни пут („прстен“) око Прага, укупна дужина 78 km, савремени пут изграђен у дужини од 22km.
- магистрални пут Р4, Праг - Пшибрам - Стракоњице, укупна дужина 90 km, савремени пут изграђен у дужини од 45 km на деоници Праг - Пшибрам.
- магистрални пут Р6, Праг - Карлове Вари - Хеб - граница са Немачком, укупна дужина 167 km, савремени пут изграђен у дужини од 57 km на првој деоници од Прага.
- магистрални пут Р7, Праг - Хомутов - граница са Немачком, укупна дужина 96 km, савремени пут изграђен у дужини од 56 km на првој деоници од Прага.
- магистрални пут Р10, Праг - Млада Болеслав - Турнов, укупна дужина 73 km, савремени пут целом дужином.
- магистрални пут Р35, Оломоуц - Храдец Кралове - Турнов - Либерец, укупна дужина 256 km, савремени пут у дужини од 78 km на две деонице око Турнова и Оломоуца.

## Водени саобраћај
Чешка је унутаркопнена земља и стога нема поморских лука. Најважнија инострана поморска лука Хамбург у Немачкој, чији је део изнајмљен у име Чешке до 2028. године.
Речни пловни путеви су дуги 677 km, али нису најповољнији пошто су кроз државу углавном теку омање реке (попут Влтаве) или горњи делови већих река (попут Влабе). Главни пловни пут је река Лаба, на којо се налазе мање луке, попут Дечина и Усти над Лабом.

## Гасоводи и нафтоводи
Гасовод: Дужина токова је 53.000 км (1998. године).

## Ваздушни саобраћај
У Чешкој је седиште неколико авио-компанија, од којих је најпознатија Чех ерлајнс. У држави постоји 121 званично уписан аеродром, од тога 45 са тврдом подлогом (2006. године). 6 аеродрома је уврштено на листу аеродрома са IATA кодом:
- Међународни аеродром „Рузиње“ у Прагу - PRG
- Аеродром „Тужани“ у Брну - BRQ
- Међународни аеродром „Карлове Вари“ у Карловим Варима - KLV
- Аеродром „Леош Јаначек“ у Острави, некада „Мошнов“ - OSR
- Аеродром „Пардубице“ у Пардубицама - PED
- Аеродром „Куновице“ код Злина - UHE

Највећи и најважнији аеродром у земљи је прашки Међународни аеродром „Рузиње“, удаљен неколико км западно од средишта града. Већина других аеродрома служи за нискотарифне летове и у свом промету се ослања на туризам.
У Чешкој постоје и 2 званично уписана хелиодрома (2006. године).